# Fatima Jinnah
Fatima Ali Jinnah (Karachi, 31 de julho de 1893 - Karachi, 9 de julho de 1967), amplamente conhecida como Māder-e Millat ("Mãe da Nação"), foi uma política, cirurgiã-dentista, estadista e uma das principais fundadoras do Paquistão. Ela era a irmã mais nova de Muhammad Ali Jinnah, o fundador e primeiro governador geral do Paquistão.

## Biografia
Depois de se formar em odontologia pela Universidade de Calcutá em 1923, ela se tornou uma associada próxima e conselheira de seu irmão mais velho, Muhammad Ali Jinnah, que mais tarde se tornou o primeiro governador geral do Paquistão. Uma forte crítica do Raj britânico, ela emergiu como uma forte defensora da teoria das duas nações e um membro importante da Liga Muçulmana de Toda a Índia.
Após a independência do Paquistão, Jinnah co-fundou a Associação de Mulheres do Paquistão, que desempenhou um papel fundamental no assentamento das mulheres migrantes no país recém-formado. Ela permaneceu a confidente mais próxima de seu irmão até sua morte. Após a morte dele, Fátima foi proibida de se dirigir à nação até 1951 - seu discurso de rádio de 1951 para a nação foi fortemente censurado pela administração Liaquat. Ela escreveu o livro My Brother, em 1955, mas só foi publicado 32 anos depois, em 1987, devido à censura do establishment, que acusava Fátima de 'material antinacionalista'. Mesmo quando publicado, várias páginas do manuscrito do livro foram deixadas de fora.
Jinnah saiu de sua aposentadoria política autoimposta em 1965 para participar da eleição presidencial contra o ditador militar Ayub Khan. Ela foi apoiada por um consórcio de partidos políticos e, apesar da manipulação política dos militares, ganhou duas das maiores cidades do Paquistão, Karachi e Dhaka. A revista americana Time, enquanto reportava sobre a campanha eleitoral de 1965, escreveu que Jinnah enfrentou ataques à sua modéstia e patriotismo por Ayub Khan e seus aliados.

## Morte e legado
Jinnah morreu em Karachi em 9 de julho de 1967. Sua morte está sujeita a controvérsia, pois alguns relatórios alegam que ela morreu de causas não naturais. Os familiares dela exigiram um inquérito, mas o governo bloqueou o pedido. Ela continua sendo uma das líderes mais honradas no Paquistão, com quase meio milhão de pessoas assistindo ao seu funeral em Karachi.
Seu legado está associado ao seu apoio aos direitos civis, sua luta no Movimento do Paquistão e sua devoção ao irmão. Referida como Māder-e Millat ("Mãe da Nação") e Khātūn-e Pākistān ("Senhora do Paquistão"), muitas instituições e espaços públicos no Paquistão foram nomeados em sua homenagem.